# Nebria piperi
Nebria piperi är en skalbaggsart som beskrevs av Vandyke. Nebria piperi ingår i släktet Nebria och familjen jordlöpare. Inga underarter finns listade i Catalogue of Life.